# Benson, Utah
Benson är en så kallad census-designated place i Cache County i Utah. Vid 2020 års folkräkning hade Benson 1 492 invånare.